# Капитолий штата Невада
Капито́лий шта́та Нева́да (англ. Nevada State Capitol) находится в городе Карсон-Сити — столице штата Невада. До 1971 года в нём проводила свои заседания легислатура штата Невада (Nevada Legislature), состоящая из Сената и Палаты представителей штата Невада. В Капитолии находится офис губернатора штата Невада.

## История и архитектура

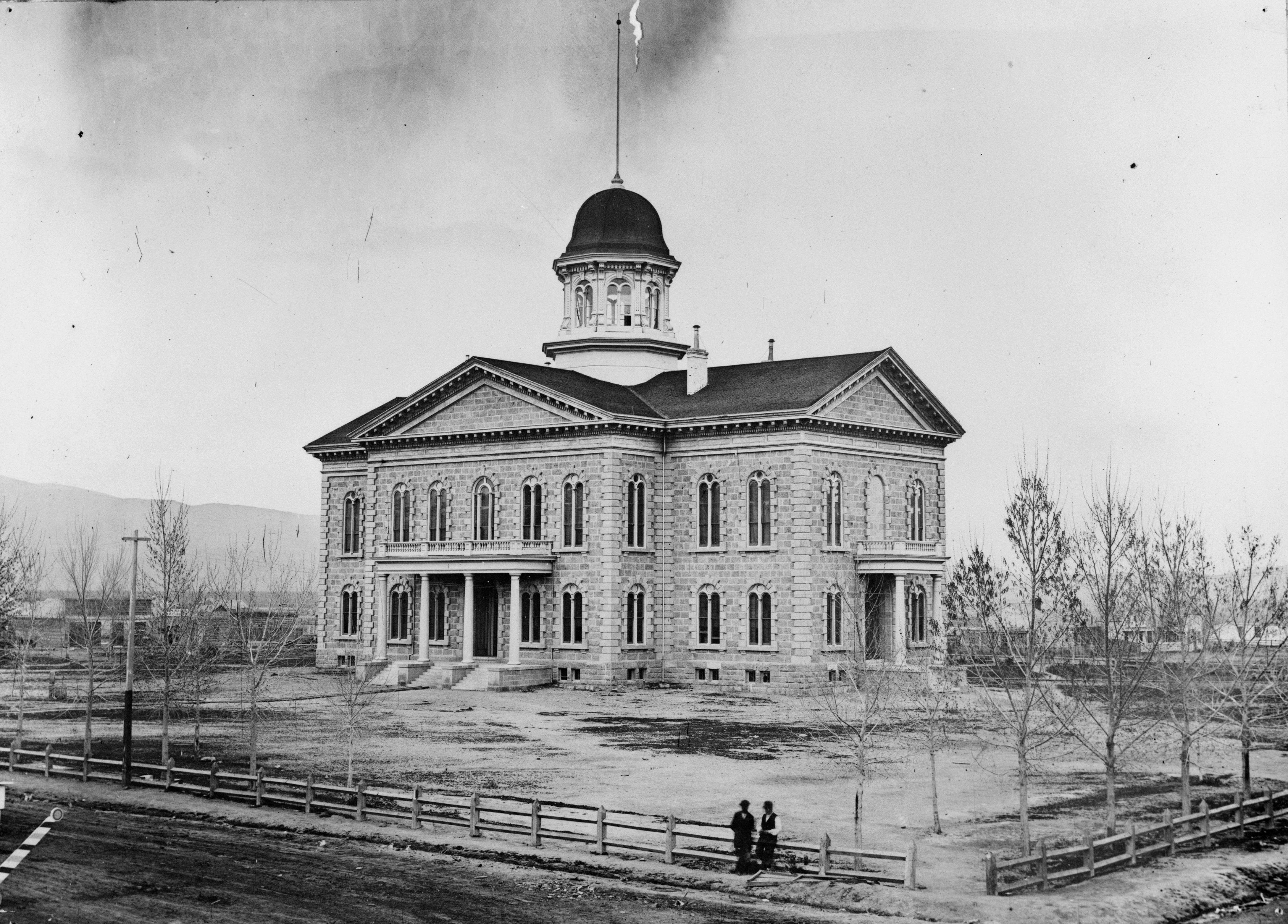
Капитолий штата Невада в 1875 году

Место, на котором расположен Капитолий, было запланировано основателем города Карсон-Сити Авраамом Карри. Это место находилось в центре города и занимало четыре квартала (10 акров). Карсон-Сити был основан в 1858 году, а в 1861 году была создана Территория Невада, и Карсон-Сити был выбран её столицей. В 1864 году Невада стала штатом США, но было принято решение о том, что строительство Капитолия не будет начато до окончания третьей сессии легислатуры штата, чтобы избежать лишних расходов в случае, если было бы решено перенести столицу штата в другой город. Тем не менее, Карсон-Сити остался столицей, и в 1869 году было принято решение о строительстве Капитолия на запланированном ранее месте.
Строительство Капитолия началось 21 апреля 1870 года. Был выбран дизайн, предложенный архитектором из Сан-Франциско Джозефом Гослингом (Joseph Gosling). Здание было построено из песчаника, добываемого на местных каменоломнях. Строительство было окончено 1 мая 1871 года. Капитолий штата Невада считается вторым по возрасту зданием капитолия, построенным к западу от реки Миссисипи.
Капитолий представляет собой двухэтажное каменное здание, построенное в стиле неоклассицизма и включающее в себя элементы неоренессанса и архитектуры итальянского стиля. Изначально основание Капитолия имело крестообразную форму: оно включало в себя центральный прямоугольник и два крыла. В 1906 году с восточной стороны была добавлена октагональная пристройка, в которой находилась библиотека штата. В начале XX века Капитолий был расширен: по проекту невадского архитектора Фредерика Джозефа Делонгшама были построены северное и южное крылья, строительство которых завершилось в 1915 году.
10 июня 1975 года Капитолий штата Невада был внесён в Национальный реестр исторических мест США под номером 75002126.

## Фотогалерея

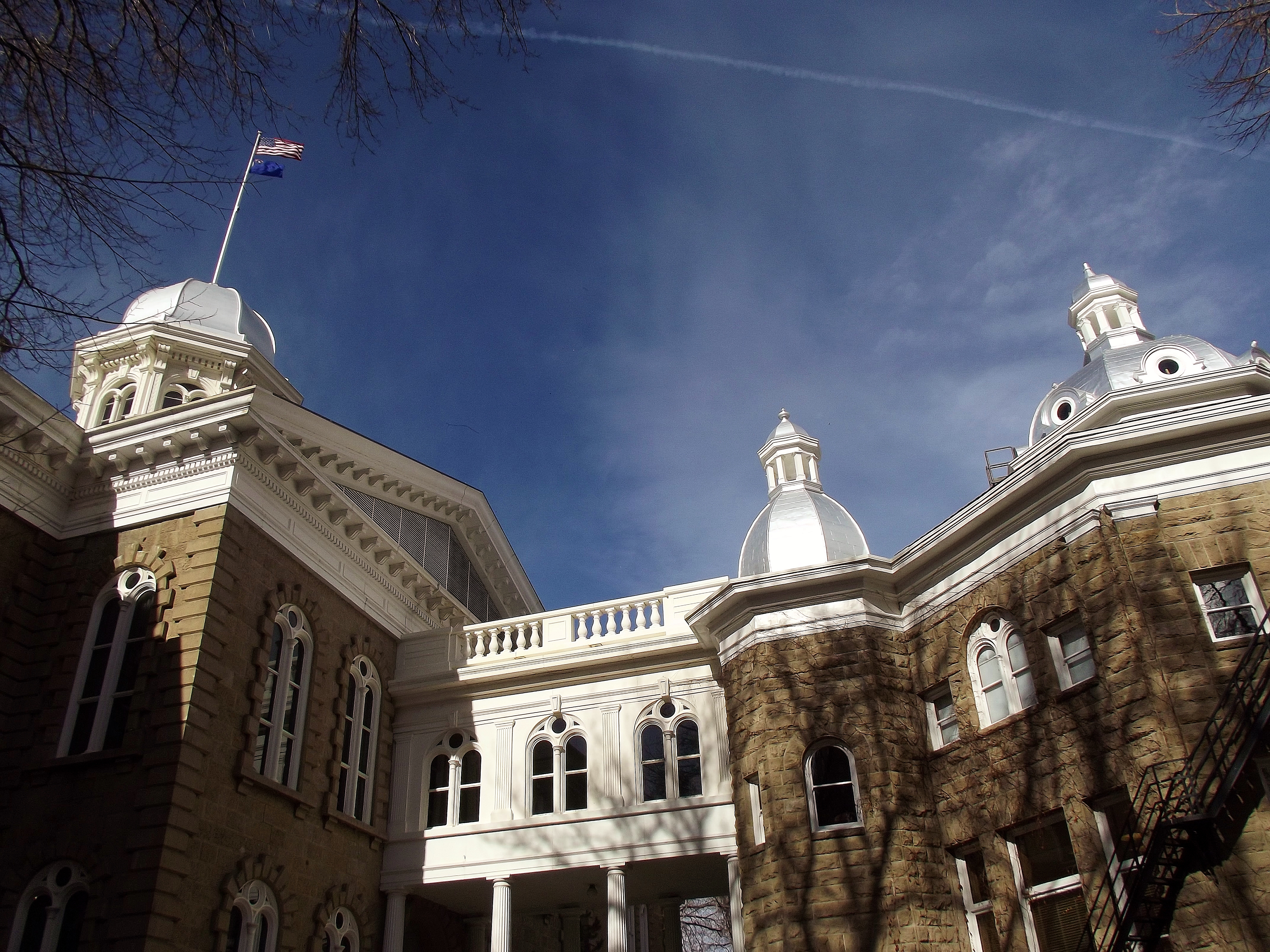
Пристройка к Капитолию
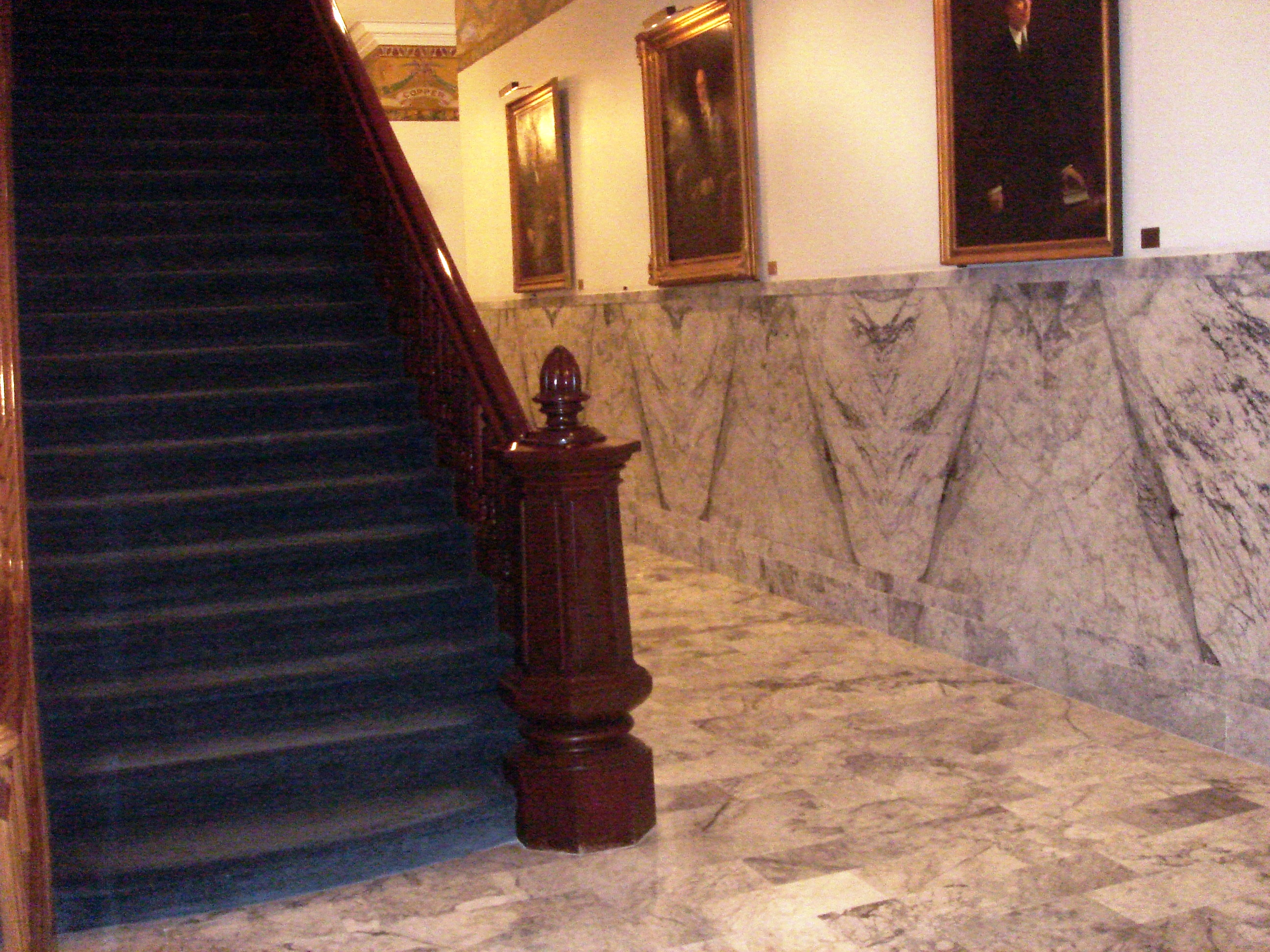
Внутри Капитолия
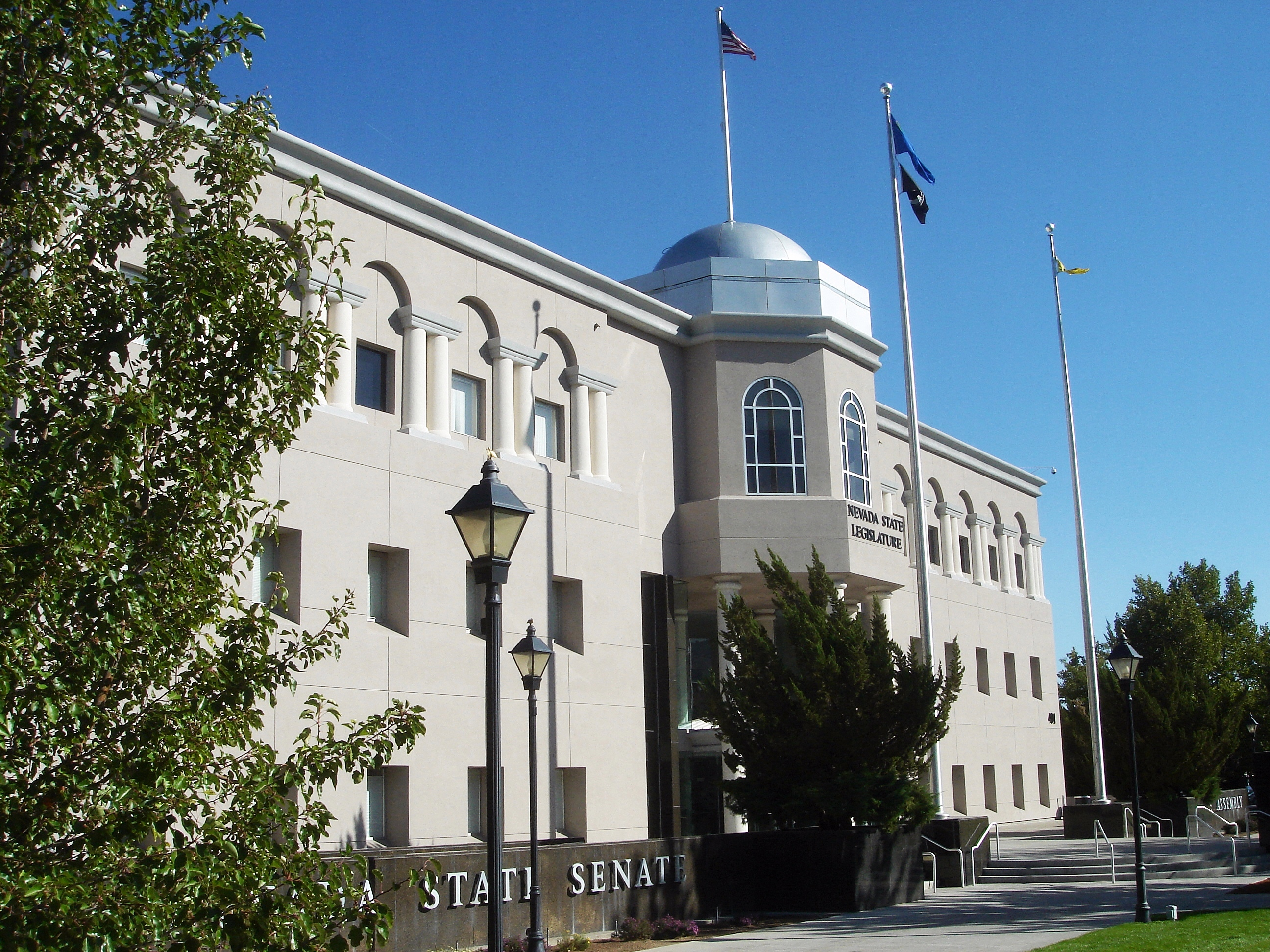
Законодательное здание